# 2. česká národní hokejová liga 1974/1975
2. česká národní hokejová liga 1974/1975 byla 2. ročníkem jedné ze skupin československé třetí nejvyšší hokejové soutěže, druhou nejvyšší samostatnou v rámci České socialistické republiky.

## Systém soutěže
24 týmů bylo rozděleno do tří osmičlenných regionálních skupin. Ve skupinách se všech 8 klubů utkalo čtyřkolově každý s každým (celkem 28 kol). Vítězové všech tří skupin postoupili do kvalifikace o 1. českou národní hokejovou ligu, ve které se utkaly dvoukolově každý s každým (celkem 4 kola). První dvě mužstva postoupila do dalšího ročníku 1. ČNHL.
Týmy na posledních místech každé skupiny sestoupily do divize.

## Základní část

### Skupina A
| Poř. | Tým                    | Z  | V  | R | P  | VB  | OB  | B  |
| ---- | ---------------------- | -- | -- | - | -- | --- | --- | -- |
| 1.   | TJ Jitex Písek         | 28 | 16 | 6 | 6  | 125 | 71  | 38 |
| 2.   | TJ Baník Sokolov       | 28 | 16 | 1 | 11 | 113 | 102 | 33 |
| 3.   | TJ Slovan NV Louny     | 28 | 14 | 3 | 11 | 113 | 90  | 31 |
| 4.   | TJ DP I. ČLTK Praha    | 28 | 12 | 7 | 9  | 114 | 94  | 31 |
| 5.   | TJ Slavia Karlovy Vary | 28 | 13 | 5 | 10 | 101 | 108 | 31 |
| 6.   | VTJ Příbram            | 28 | 10 | 3 | 15 | 85  | 117 | 23 |
| 7.   | VTJ Písek              | 28 | 9  | 2 | 17 | 100 | 120 | 20 |
| 8.   | TJ Baník Příbram       | 28 | 7  | 3 | 18 | 71  | 120 | 17 |

### Skupina B
| Poř. | Tým                              | Z  | V  | R | P  | VB  | OB  | B  |
| ---- | -------------------------------- | -- | -- | - | -- | --- | --- | -- |
| 1.   | TJ Kolín                         | 28 | 24 | 3 | 1  | 167 | 58  | 51 |
| 2.   | TJ Spartak ZVÚ Hradec Králové    | 28 | 24 | 1 | 3  | 170 | 78  | 49 |
| 3.   | TJ Autoškoda Mladá Boleslav      | 28 | 14 | 7 | 7  | 125 | 95  | 35 |
| 4.   | TJ Jiskra Havlíčkův Brod         | 28 | 12 | 4 | 12 | 108 | 100 | 28 |
| 5.   | VTJ Litoměřice                   | 28 | 8  | 4 | 16 | 79  | 105 | 20 |
| 6.   | TJ Kaučuk Kralupy nad Vltavou    | 28 | 6  | 7 | 15 | 78  | 132 | 19 |
| 7.   | TJ Spartak Nové Město nad Metují | 28 | 7  | 4 | 17 | 92  | 133 | 18 |
| 8.   | TJ Uhelné sklady Praha           | 28 | 1  | 2 | 25 | 62  | 180 | 4  |

### Skupina C
| Poř. | Tým                          | Z  | V  | R | P  | VB  | OB  | B  |
| ---- | ---------------------------- | -- | -- | - | -- | --- | --- | -- |
| 1.   | TJ Moravia DS Olomouc        | 28 | 14 | 6 | 8  | 111 | 78  | 34 |
| 2.   | VTJ Hodonín                  | 28 | 13 | 5 | 10 | 121 | 96  | 31 |
| 3.   | TJ AZ Havířov                | 28 | 11 | 9 | 8  | 98  | 87  | 31 |
| 4.   | TJ TŽ VŘSR Třinec            | 28 | 15 | 1 | 12 | 96  | 89  | 31 |
| 5.   | TJ Meochema Přerov           | 28 | 15 | 0 | 13 | 87  | 98  | 30 |
| 6.   | TJ Zbrojovka Vsetín          | 28 | 11 | 6 | 11 | 95  | 90  | 28 |
| 7.   | TJ ZMS Třebíč                | 28 | 9  | 5 | 14 | 99  | 116 | 23 |
| 8.   | TJ Lokomotiva Pramet Šumperk | 28 | 6  | 4 | 18 | 63  | 116 | 16 |

Týmy TJ Baník Příbram, TJ Uhelné sklady Praha a TJ Lokomotiva Pramet Šumperk sestoupily do divize. Nahradily je kluby, jež uspěly v kvalifikaci TJ Šumavan Vimperk, VTJ Mělník a TJ Slovan Hodonín.

## Kvalifikace o 1. ČNHL
| Poř. | Tým                   | Z | V | R | P | VB | OB | B |
| ---- | --------------------- | - | - | - | - | -- | -- | - |
| 1.   | TJ Kolín              | 4 | 3 | 0 | 1 | 20 | 8  | 6 |
| 2.   | TJ Moravia DS Olomouc | 4 | 3 | 0 | 1 | 19 | 9  | 6 |
| 3.   | TJ Jitex Písek        | 4 | 0 | 0 | 4 | 9  | 31 | 0 |

Týmy TJ Kolín a TJ Moravia DS Olomouc postoupily do dalšího ročníku 1. ČNHL. Nahradily je sestupující týmy TJ Poldi SONP Kladno B a TJ Tatra Kopřivnice.